# Medborgarplatsen
Medborgarplatsen anciennement Södra Bantorget est une place du quartier de Södermalm à Stockholm en Suède,.

## Présentation
La place est située à l'ouest de Götgatan à Södermalm.
Elle est animée avec de nombreux cafés en plein air en été. 
C'est ici que se trouvent la Medborgarhuset et la Göta Arkhuset (sv), qui est le siège de l'administration du district de Södermalm. 
Le plus proche de la place, au 48 Götgatan, se trouve le palais Lillienhoff du XVIIème siècle.
La place borde la zone de la gare de Södra (sv), ainsi que l'arche de Bofill et la halle du marché de Södermalm (sv), qui a ouvert ses portes en septembre 1992. 
Le bâtiment abrite également Filmstaden Söder. 
À l'est de Götgatan se trouvent le jardin de Björn et l'ancienne station Katarina, un poste de transformation pour l'usine électrique de Stockholm, transformé en mosquée de Stockholm inaugurée à l'été 2000.
La place est devenue un lieu de manifestations. 
Le 1er mai, le Parti de gauche y commence généralement son défilé, accompagné d'autres petits partis de gauche, pour se rendre au Kungsträdgården.
En 2001, le Hammarby IF a célébré sa première victoire au Championnat de Suède de football devant environ 35 000 supporters sur la place.
Medborgarplatsen dispose d'une petite patinoire, transformée en terrasse avec des bancs en été. 
À un angle de la place se trouve une importante bibliothèque publique, et en diagonale, à un autre angle, le palais Lillienhoff du XVIIème siècle.
Medborgarplatsen est également le lieu où Anna Lindh, ministre suédoise des Affaires étrangères, a prononcé son dernier discours public avant son assassinat le 10 septembre 2003. En 2004, un monument à sa mémoire a été érigé sur la place,.